# Design de jogos eletrônicos

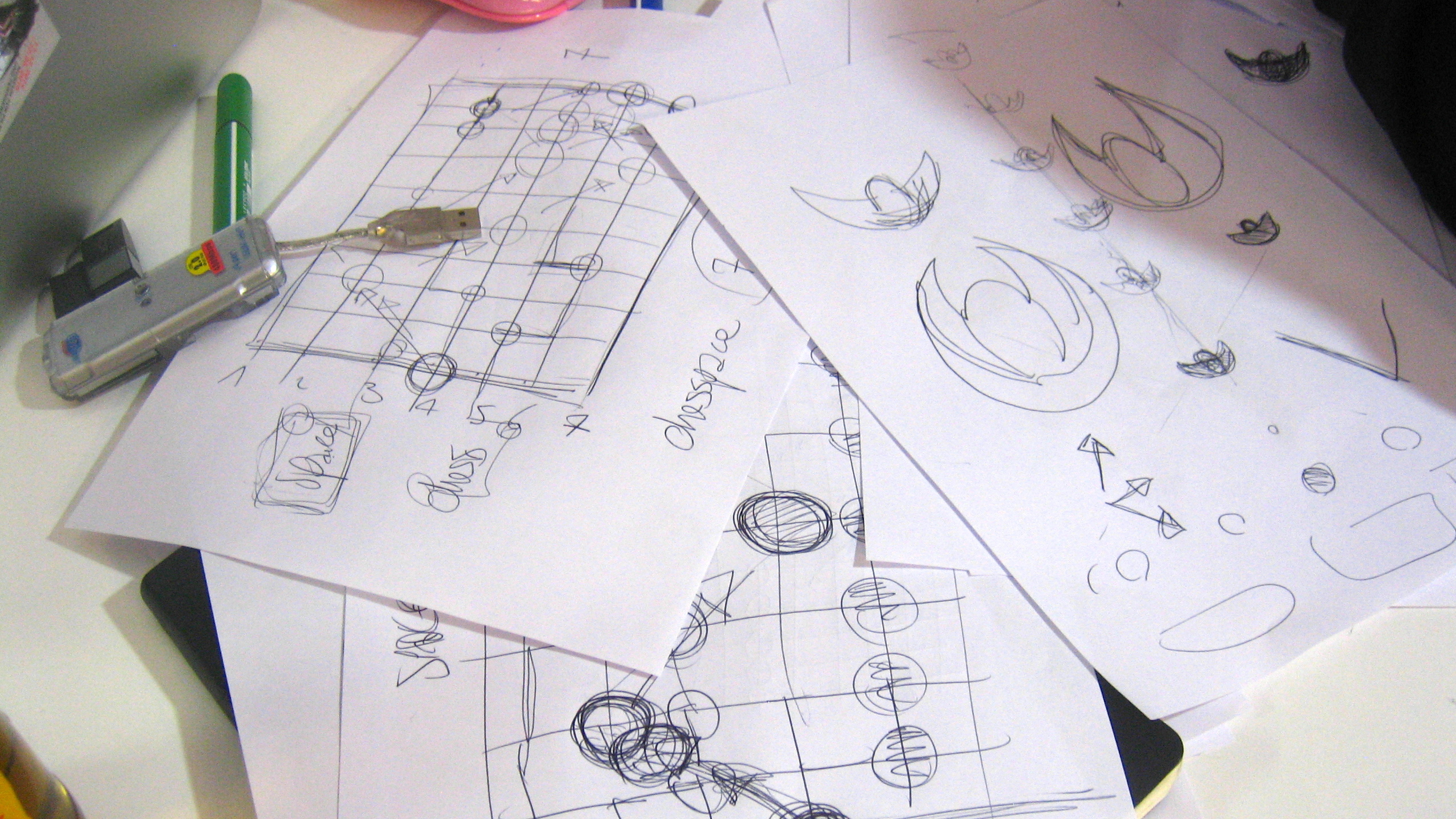
Esboços em desenho de projetos de design de jogos eletrônicos

O design de jogos eletrônicos é o processo onde se projeta o conteúdo e as regras de um videogame no estágio de pré-produção, bem como o desenvolvimento da jogabilidade, da ambientação, do enredo e dos personagens no estágio de produção.  O designer é o visionário do jogo e controla os elementos artísticos e técnicos a fim de efetuar sua visão.  O design de videogames requer competência artística e técnica, além de habilidades de escrita.
À medida que a indústria maturou e adotou metodologias de produção alternativas, como o Desenvolvimento ágil de software, a função do designer de jogos principal começou a se dividir - alguns estúdios passaram a enfatizar o modelo mais focado na visão do autor principal enquanto outros no modelo mais orientado para o talento da equipe como um todo. Na indústria de videogames, o design de videogames é geralmente chamado de "game design (design de jogos)", que é um termo mais abrangente quando usado fora dela.
Nos primórdios da indústria, muitos programadores de jogos eletrônicos chegavam a compor toda a equipe de design. Esse é o caso de designers famosos como Sid Meier, John Romero, Chris Sawyer e Will Wright. Uma notável exceção a essa política foi a empresa Coleco, que sempre dividiu as funções de design e programação.
Conforme os jogos se tornaram mais complexos e os computadores e consoles se tornaram mais poderosos, o trabalho do designer de jogos eletrônicos foi se separando do de programador principal. Logo a complexidade e a vasta dimensão dos games exigiu que os membros da equipe se concentrassem no design do jogo. Muitos dos veteranos, como os citados anteriormente, escolheram o caminho do design, dispensando a programação e a delegando a outros profissionais.
Em games extremamente complexos, como MMORPGs, ou games de ação ou de esporte com grande orçamento, a quantidade de designers podem chegar às dezenas. Nesses casos, geralmente, há um ou dois designers principais e muitos designers juniores que ficam responsáveis por subconjuntos ou subsistemas do game. Em empresas maiores, como a Electronic Arts, cada aspecto do game (controle, design de níveis) pode ter um produtor separado, o designer principal e vários designers gerais. Eles também podem participar ativamente da elaboração da trama do game.

## Visão geral
O design de um jogo eletrônico é iniciado com uma ideia, muito frequentemente uma modificação de um conceito já existente. A ideia do game pode ser compreendida como estando dentro de um ou vários gêneros, e é comum que designers experimentem e misturem os gêneros.
O designer principal é quem geralmente produz um documento inicial de proposta do game contendo o conceito geral, a jogabilidade, a lista de recursos, a configuração, a história, o público-alvo, bem como os requisitos, o cronograma, a equipe e as estimativas orçamentárias do projeto.
Muitas decisões são tomadas durante o desenvolvimento de um jogo eletrônico sobre o design do mesmo; é da responsabilidade do designer decidir quais elementos serão implementados, baseando-se na consistência com a sua visão, no orçamento disponível e nas limitações de hardware do game.  Alterações no design podem ter um impacto significativamente positivo ou negativo nos recursos e no cronograma proposto para a finalização do jogo.
O designer pode usar linguagens de script a fim de implementar e visualizar ideias sem necessariamente modificar o código base do game.
O designer de videogames geralmente joga videogames e versões demo de outros jogos para acompanhar o desenvolvimento e as tendências do mercado.
Muito frequentemente o nome do criador do game é indevidamente percebido pelo público e pela imprensa como tendo uma associação exagerada à obra, acabando por negligenciar o trabalho do resto da equipe de desenvolvimento.
As editoras de games que também financiam o desenvolvimento destes devem ser levadas em conta pelos designers, pois podem ter expectativas específicas para um jogo , já que a maioria dos jogos eletrônicos são "voltados para o mercado" - ou seja, desenvolvidos para vender e obter lucro.  Porém, se as questões financeiras não influenciam as decisões do designer, o game se torna "orientado pelo designer" - poucos jogos são projetados dessa maneira devido à dificuldade de financiamento.  Alternativamente, um game pode ser "orientado para a parte técnica", como Quake (1996), tendo o propósito de exibir uma conquista de hardware específica e/ou para comercializar o motor de jogo. Por último, um jogo pode ser "orientado pela arte", como Myst (1993), com o propósito principal de mostrar visuais impressionantes por vezes projetados por artistas que estão estreando na indústria.

## Designer de jogos
Um designer de jogos é a pessoa que projeta a jogabilidade geral, concebe e elabora as regras e a estrutura de um jogo. Muitos designers começam sua carreira no departamento de testes, ou em outras funções de desenvolvimento ou mesmo na sala de aula, onde erros de outros profissionais podem ser vistos em primeira mão.
- O designer principal coordena o trabalho de outros designers e é o principal visionário do jogo.[28][29] Ele garante a comunicação da equipe, toma grandes decisões relacionadas ao design e apresenta o design para as outras equipes.[30]  Muitas vezes ser designer principal demanda astúcia técnica e artística.[31] Manter um histórico documentacional bem apresentado também se enquadra nas principais responsabilidades do designer.[32] O designer principal pode ser o fundador de uma empresa de desenvolvimento de jogos ou um funcionário promovido.
- O designer da mecânica de games ou designer de sistema projeta e equilibra as regras do game.[29]
- Designer de níveis ou designer de ambiente é um cargo que se tornou proeminente nos últimos anos.[17] O designer de níveis é a pessoa responsável pela criação da ambientação, níveis/estágios e missões do game.[33][34][35][36]

## Setores

### Design de mundo
O design de mundo desenvolve a história, o cenário, a ambientação geral e o tema do jogo; aspectos que muitas vezes são elaboradas por um designer principal. O design de mundo também pode envolver a criação de um universo ou de um mapa, bem como tópicos ou áreas que possam ser exploradas pelo jogador.  

### Design de sistema
O designer de sistema é quem cria as regras do game e seus padrões matemáticos subjacentes.

### Design de conteúdo
Envolve a criação de personagens, itens, quebra-cabeças (puzzles) e missões do game.
Uma definição secundária do Design de conteúdo é a criação de qualquer aspecto do jogo que não seja necessário para que o jogo funcione adequadamente e atenda ao padrão de produto viável mínimo. Resumidamente, o conteúdo engloba características e especificidades menores que são adicionados a um produto viável mínimo para aumentar seu valor. Um exemplo são os chamados itens cosméticos, geralmente peças de vestimenta ou acessórios que não alteram nem são necessárias para o funcionamento do jogo, mas adicionam valor e complexidade ao jogo como um todo, agradando o público-alvo.

### Roteiro de jogos
O roteirista de jogos escreve os diálogos, os textos e a história do jogo.
No que concerne o roteiro de jogos eletrônicos, também incluem-se os elementos em que a literatura é apresentada ao jogador - dublagem, textos, e até mesmo músicas e canções podem ser elementos do roteirista de jogos eletrônicos.

### Design de nível
O design de níveis envolve a construção dos chamados níveis, fases ou estágios do jogo e suas características.
O design de níveis faz uso de muitos campos diferentes para criar e ambientar o mundo do game. Iluminação, espaço, enquadramento, cor e contraste são usados para chamar a atenção do jogador. O designer pode então usar esses elementos para guiar ou direcionar o jogador para uma localização específica daquele mundo, ou mesmo enganá-los com armadilhas e emboscadas de inimigos.

### Design da interface do usuário
O design da interface do usuário lida com a construção das interações do usuário com a interface de feedback, como menus e o HUD do game.
A interface do usuário também incorpora o design de mecânica de jogo. Decidir quanta informação dar ao jogador, e de que maneira, permite ao designer informar o jogador sobre o mundo e recursos disponíveis, ou mesmo deixá-lo desinformado.  Outro aspecto a ser considerado é a escolha das entradas (por exemplo, botões de um joystick) que um jogo utilizará e a formulação de até que ponto um jogador pode interagir com o jogo através dessas entradas. Tais escolhas têm um efeito profundo na atmosfera do jogo, pois pode afetar diretamente a experiência do jogador.
O design da interface do usuário nos jogos eletrônicos tem objetivos específicos. Uma decisão consciente deve ser tomada em relação à quantidade de informação a ser transmitida ao jogador. No entanto, nem toda interface do usuário precisa ser de todo simplificada. Muitos jogadores esperam desafios e estão dispostos a aceitá-los, desde que a experiência seja suficientemente gratificante. Da mesma forma, navegar ou interagir com a interface do usuário de um jogo pode ser uma experiência satisfatória sem a necessidade de ser fácil.

### Design de áudio
O design de áudio envolve o processo de criação ou incorporação de todos os sons que estarão no jogo, como efeitos sonoros e dublagem.  

### Game feel
Os setores listados acima se combinam para formar a chamado sensação de jogo (game feel).

## Elementos do jogo

### Narrativa
Muitos jogos têm elementos narrativos que dão um contexto a um evento ocorrido no jogo, tornando a atividade de jogá-lo menos abstrata e aumentando seu valor de entretenimento, embora os elementos narrativos não estejam presentes em todos os tipos de jogos. A versão original de Tetris é um exemplo de um jogo sem narrativa aparente.
Alguns narratologistas afirmam que todos os jogos têm um elemento narrativo. Alguns vão além e afirmam que os jogos são essencialmente uma forma de narrativa. A narrativa na prática pode ser o ponto de partida para o desenvolvimento de um jogo ou pode ser adicionada a um design que começou como um conjunto de mecânicas de jogo ou conceito artístico.

### Jogabilidade
A jogabilidade é o aspecto interativo do design de jogos. Ela envolve a interação do jogador com o jogo para fins de entretenimento, educação ou treinamento.

## Processo de design
O processo de design varia de um designer para o outro e as empresas têm procedimentos e filosofias formais diferentes.
A abordagem típica começa com um conceito ou um jogo previamente concluído e a partir daí se cria um documento de design de jogo. Esse documento tem como objetivo traçar o design do jogo como um todo e atua como um recurso central para a equipe de desenvolvimento. Esse documento deve, idealmente, ser atualizado à medida que o jogo evolui ao decorrer de seu processo de produção.
Frequentemente espera-se que os designers se adaptem a vários papéis de natureza variada: por exemplo, a prototipagem de conceito pode ser assistida com o uso de mecanismos e ferramentas preexistentes como a GameMaker Studio, Unity, Godot ou Construct. A elaboração de níveis pode ser feita primeiro no papel e depois passada para o mecanismo de jogo usando uma ferramenta de modelagem 3D.
As linguagens de script são usadas para muitos elementos - Inteligência Artificial, cutscenes, HUD, efeitos ambientais e muitas outras funções - que os designers costumam querer ajustar sem a ajuda/deslocamento de um programador.
Conceitos de cenário, história e personagem exigem um processo de pesquisa e roteirização. Designers podem supervisionar testes focais, redigir listas de materiais de arte e áudio e escrever a documentação do jogo.
Além do conjunto de habilidades, os designers são, idealmente, comunicadores claros, com atenção aos detalhes e capacidade de delegar responsabilidades apropriadamente.